# РЕЛЭКС
РЕЛЭКС (полное наименование "Реляционные экспертные системы") — группа компаний, российский разработчик программного обеспечения. Основана 2 июля 1990 года. Офис расположен в Воронеже.

## История
Научно-производственное предприятие "Реляционные экспертные системы" (РЕЛЭКС) образовано 2 июля 1990 года в Воронеже.
Фирма вошла в десятку лучших российских фирм — разработчиков программного обеспечения 1997 года по версии агентства Dator в номинации "фирмы-разработчики прикладного и системного программного обеспечения".
В июне 2015 года научно-технический центр РЕЛЭКС получил от грантового комитета фонда "Сколково" одобрение заявки на грант размером 32 млн. руб. на разработку адаптивной СУБД .
ЗАО НПП "РЕЛЭКС" стал лауреатом Национальной премии в области импортозамещения "Приоритет-2015" в номинации "Высокие технологии". Награждение состоялось 9 декабря 2015 года в Государственном музее А.С. Пушкина, г. Москва.
В 2019 году РЕЛЭКС получил премию имени Вильгельма Столля в номинации "Бизнес, проверенный временем".
2022 год - открыто новое направление заказной ИТ-разработки - "Проектирование и разработка ИТ-решений для промышленной отрасли".
В 2023 году был проведён ребрендинг, а также ГК "РЕЛЭКС" заняла 8 место из 21 в рейтинге компаний по заказной разработке программного обеспечения.
В настоящее время продуктовое направление РЕЛЭКС ведёт разработку инновационной высокопроизводительной реляционной СУБД "SoQoL" (на данный момент доступна бета-версия ПО). 

## Структура
В структуру группы компаний входят АО НПП "РЕЛЭКС" (занимается разработкой проприетарных систем управления базами данных), научно-технический центр РЕЛЭКС (инновационные разработки в сфере ИТ на базе "Сколково"), ООО НПП "РЕЛЭКС" (полный спектр ИТ-услуг), РУКСофт (предоставление услуг аутсорсинга и разработка заказного программного обеспечения).

## Деятельность
К общей специализации Группы компаний РЕЛЭКС относятся: корпоративные базы данных, web-разработки, промышленная автоматизация, телекоммуникации, дистанционное обучение.

Группа компаний РЕЛЭКС — многократный участник международных выставок CeBIT, SofTool, COMDEX и других. Процессы разработки и производства продукции РЕЛЭКС регулируются стандартами предприятия, основанными на стандартах серии ISO и СРПП ВТ. СУБД ЛИНТЕР прошла государственную сертификацию ФСТЭК России на соответствие 2 классу защиты информации от несанкционированного доступа и 2 уровню контроля отсутствия недекларированных возможностей. РЕЛЭКС является постоянным спонсором Всероссийских студенческих олимпиад «Информатика. Программирование. Информационные технологии», проводимых на базе Воронежского государственного университета. 
 
Среди клиентов РЕЛЭКС: АО "Гознак", ОАО Концерн «Созвездие», НИИСИ РАН, Концерн ПВО «Алмаз-Антей», ОАО «Сургутнефтегаз», РНЦ «Курчатовский институт», EPAM Systems и другие крупные предприятия.

## Продукты и услуги
Основным продуктом компании является СУБД ЛИНТЕР.

Услуги по ИТ-аутсорсингу и разработке программного обеспечения на заказ;

Разработка программного обеспечения для государственных заказчиков.

## Собственники, руководство
Игорь Алексеевич Бойченко — генеральный директор компании.